# Gott der Hoffnung erfülle euch
Gott der Hoffnung erfülle euch (BWV 218) est une cantate de Georg Philipp Telemann composée à Eisenach en 1717 pour la première Pentecôte. Faussement attribuée à Johann Sebastian Bach, elle a donc été inscrite au catalogue BWV. Elle est portée désormais au catalogue TWV sous la référence TWV 1:634. 
Le texte est de Erdmann Neumeister.
La pièce est écrite pour deux cors, deux violons, alto, basse continue, quatre solistes vocaux (soprano, alto, ténor, basse) et chœur à quatre voix.